# Jamaica i olympiska sommarspelen 1992
Jamaica deltog i de olympiska sommarspelen 1992 med en trupp bestående av 36 deltagare, och totalt blev det fyra medaljer.

## Medaljer

### Silver
- Juliet Cuthbert - Friidrott, 100 meter
- Juliet Cuthbert - Friidrott, 200 meter
- Winthrop Graham - Friidrott, 400 meter häck

### Brons
- Merlene Ottey - Friidrott, 200 meter

## Bordtennis
Herrsingel
- Michael Hyatt

## Boxning
Lätt flugvikt
- St. Aubyn Hines
  - Första omgången — Förlorade mot Pramuansak Phosuwan (THA), RSC-2

Lättvikt
- Delroy Leslie
  - Första omgången — Förlorade mot Shigeyuki Dobashi (JPN), 5:11

## Cykling
Herrarnas linjelopp
- Michael McKay
- Arthur Tenn

Herrarnas sprint
- Andrew Myers

Herrarnas tempolopp
- Andrew Myers

## Friidrott
Herrarnas 100 meter
- Ray Stewart
  - Heat — 10,61
  - Kvartsfinal — 10,36
  - Semifinal — 10,33
  - Final — 10,22 (→ 7:e plats)

Herrarnas 200 meter
- Clive Wright
  - Heat — 20,98
  - Kvartsfinal — 20,70
  - Semifinal — 20,82 (→ gick inte vidare)

Herrarnas 400 meter
- Devon Morris
  - Heat — 46,45
  - Kvartsfinal — 45,67 (→ gick inte vidare)

- Dennis Blake
  - Heat — 45,92
  - Kvartsfinal — 46,49 (→ gick inte vidare)

- Anthony Wallace
  - Heat — 46,88 (→ gick inte vidare)

Herrarnas 800 meter
- Clive Terrelonge
  - Heat — 1:46,64
  - Semifinal — 1:51,03 (→ gick inte vidare)

Herrarnas 4 x 100 meter stafett
- Michael Green, Rudolph Mighty, Anthony Wallace och Ray Stewart
  - Heat — DNF (→ gick inte vidare)

Herrarnas 4 x 400 meter stafett
- Dennis Blake, Devon Morris, Howard Davis och Patrick O'Connor
  - Heat — DSQ (→ gick inte vidare)

Herrarnas 110 meter häck
- Richard Bucknor
  - Heats — 13,91
  - Kvartsfinal — 14,22 (→ gick inte vidare)

- Anthony Knight
  - Heats — 14,12 (→ gick inte vidare)

Herrarnas 400 meter häck
- Winthrop Graham
  - Heat — 48,51
  - Semifinal — 47,62
  - Final — 47,66 (→  Silver)

- Mark Thompson
  - Heat — DSQ (→ gick inte vidare)

Damernas 100 meter
- Juliet Cuthbert
- Merlene Ottey
- Dahlia Duhaney

Damernas 200 meter
- Juliet Cuthbert
- Merlene Ottey
- Grace Jackson

Damernas 400 meter
- Sandie Richards
- Juliet Campbell
- Claudine Williams

Damernas 100 meter häck
- Gillian Russell
- Dionne Rose
- Michelle Freeman

Damernas 400 meter häck
- Deon Hemmings
  - Heat — 55,48
  - Semifinal — 54,70
  - Final — 55,58 (→ 7:e plats)

Damernas 4 x 100 meter stafett
- Michelle Freeman, Juliet Cuthbert, Dahlia Duhaney, and Merlene Ottey

Damernas 4 x 400 meter stafett
- Catherine Pomales-Scott, Cathy Rattray-Williams, Juliet Campbell, Sandie Richards och Claudine Williams

Damernas längdhopp
- Dionne Rose
  - Heat — 6,22 m (→ gick inte vidare)

- Diane Guthrie-Gresham
  - Heat — NM (→ gick inte vidare)

## Segling
Herrarnas 470
- Andrew Gooding och Robert Quinton